# Эрдман, Борис Робертович
Борис Робертович Эрдман (1899—1960) — театральный художник, один из участников объединения имажинистов, брат драматурга Николая Эрдмана. Заслуженный деятель искусств РСФСР (1957).

## Биография
Родился в семье бухгалтера фабрики «Товарищество шёлковой мануфактуры», уроженца Митавы лютеранского вероисповедания Роберта Карловича Эрдмана (1860—1950) и Валентины Борисовны Эрдман (в девичестве Кормер, 1880—1964). Бабушка со стороны матери, Прасковья Абрамовна Гольдберг (1854—1938), была дочерью московского купца первой гильдии и мануфактурщика Абрама Симховича Гольдберга (1819—?). Тётя, Мария Борисовна Кормер (1885—1963), была замужем за протоиереем С. И. Голощаповым.
В 1917—1918 годах Эрдман был актёром московского Камерного театра. В качестве театрального художника впервые выступил в 1918 году. После 1919 года активно работал в цирковой секции ТЕО Наркомпроса. Вместе с балетмейстером Голейзовским Эрдман работал в Экспериментальном театре, с режиссёром Мордвиновым в Опытно-героическом театре.
В 1925 году театральные работы Бориса Эрдмана были удостоены серебряной медали на Всемирной выставке в Париже.
В годы Второй мировой Эрдман был главным художником государственных цирков, с 1950 года до конца жизни — художником Московского драматического театра им. Станиславского. В 1957 году Эрдман удостоился звания Заслуженного деятеля искусств РСФСР.
Борис Эрдман иллюстрировал, в частности, книгу одного из основателей имажинизма Кусикова «Коевангелиеран». Под его влиянием брат Николай, имя которого на многие годы было вычеркнуто из русской литературы сталинской цензурой, также примкнул к имажинистам.

## Семья
Двоюродный племянник — писатель Владимир Фёдорович Кормер.

## Фильмография
В качестве художника-постановщика Эрдман участвовал при создании фильмов:
- 1927 — Цемент (не сохранился)
- 1928 — Проданный аппетит
- 1957 — Борец и клоун